# Ostromia
Ostromia is de geslachtsnaam die in 2017 aan het zogenaamde Haarlemmer exemplaar van Archaeopteryx is gegeven.

## Voorgeschiedenis
In 1855 werd bij Jachenhausen, ten noorden van Riedenburg in het Koninkrijk Beieren, een klein fragmentarisch fossiel ontdekt, in dezelfde groeve die later de dinosauriër Compsognathus zou voortbrengen. Het stuk werd aangekocht door Christian Erich Hermann von Meyer die het in 1857 en 1859 kort beschreef. Hij zag het aan voor een nieuwe soort van de pterosauriër Pterodactylus die hij in 1857 benoemde als Pterodactylus crassipes. De soortaanduiding betekent 'dikvoet' in het Latijn, een verwijzing naar de voeten die veel sterker gebouwd waren dan bij enige bekende andere pterosauriër. Maart 1860 verkocht hij het fossiel aan de conservator van het Teylers Museum te Haarlem, Jacob Gijsbertus Samuël van Breda. Plaat en tegenplaat hebben daar de inventarisnummers TM 6928 en TM 6929.

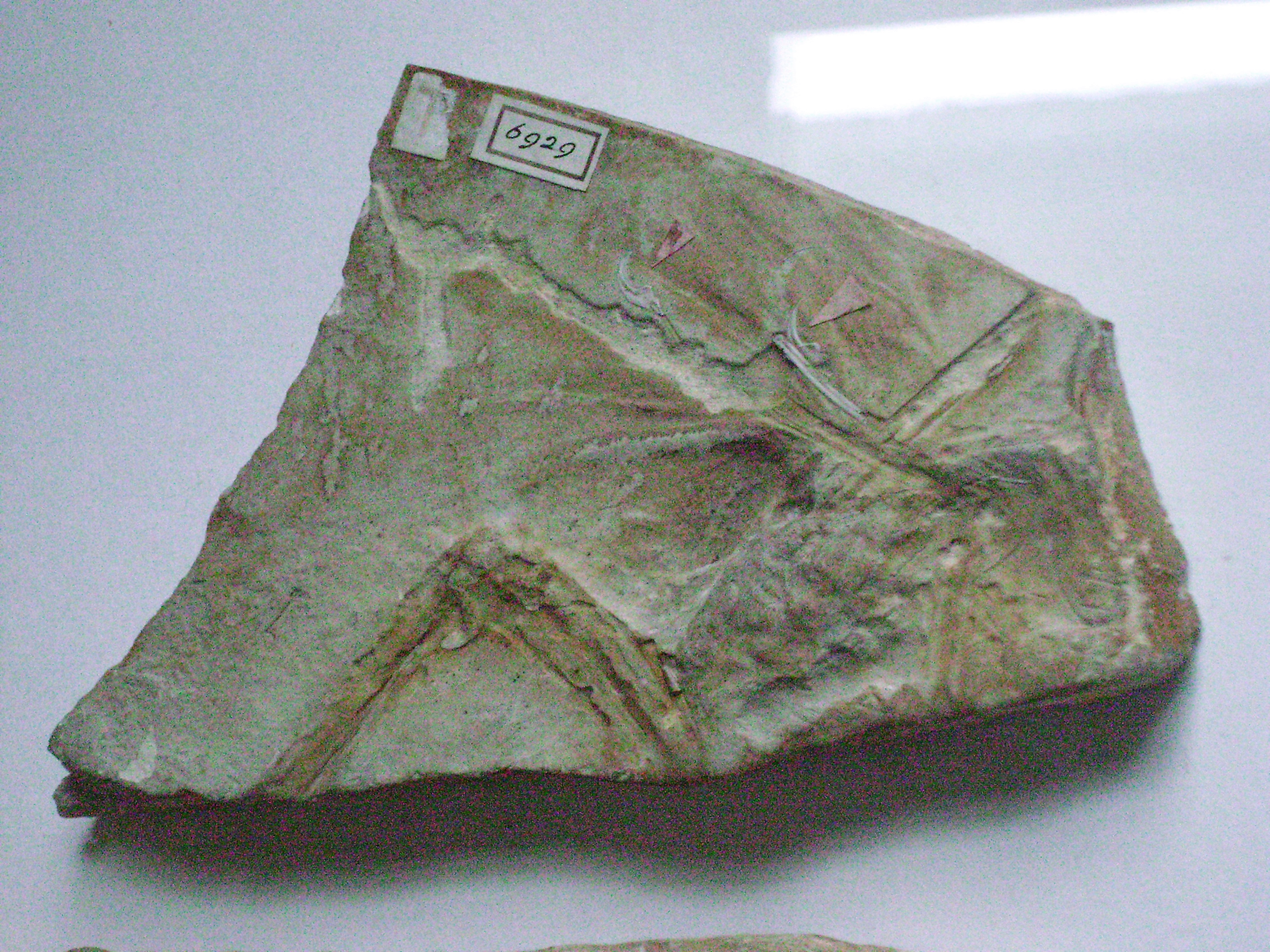
De tegenplaat van de "Haarlem"

Meer dan een eeuw lang lagen de resten in een vitrine van de fossielenzaal van het museum, geëtiketteerd als een obscure pterosauriër. In 1966 kregen ze bezoek van de Duitse paleontoloog Peter Wellnhofer, die weldra de meest gezaghebbende expert ter wereld op het gebied van pterosauriërs en Archaeopteryx zou worden, maar ook hem viel niet op dat er iets fundamenteel onjuist was aan de determinering. Wellnhofer zag wel dat het geen exemplaar van Pterodactylus was maar meende dat het een zeldzaam specimen van Scaphognathus betrof, een lid van de Rhamphorhynchoidea, de 'langstaartpterosauriërs', die hij benoemde als een Scaphognathus crassipes.
Op 8 september 1970 reisde de beroemde Amerikaanse paleontoloog John Ostrom naar Nederland om pterosauriërs te bestuderen waarvan niet minder dan vijf holotypen in het Teylers aanwezig zijn; hij was speciaal geïnteresseerd in langstaartpterosauriërs omdat die een verstijfde staart hadden net als de dinosauriër Deinonychus waarover hij een vervolgstudie aan het schrijven was. Bij bestudering van P. crassipes vielen hem eigenaardige golvingen aan het plaatoppervlak op. Von Meyer had gemeend dat dit afdrukken van de vlieghuid waren. Toen Ostrom echter het stuk optillend voor het raam strijklicht over het oppervlak liet vallen, besefte hij plots dat hij veren zag. Hij begreep dat hij een unieke vondst gedaan had en het fossiel een niet herkend vierde specimen van Archaeopteryx moest zijn. Toen hij de conservator van het museum over de vondst informeerde, bood die verrassenderwijs meteen aan dat het zeldzame stuk tijdelijk mee naar de Verenigde Staten genomen werd ter verdere studie. Ostrom, die al een expert was op het gebied van dinosauriërs, raakte door de bestudering van de 'Haarlem' overtuigd van het feit dat vogels dinosauriërs zijn: de vondst was de directe aanleiding voor deze hypothese. In 1970 meldde hij de vondst in de wetenschappelijke literatuur, in 1972 beschreef hij haar.
Om te voorkomen dat de oudere soortaanduiding crassipes voorrang zou krijgen boven de gebruikelijke lithographica diende Ostrom in 1971 een verzoek in bij de ICZN om de eerdere aanduiding te onderdrukken. De commissie voldeed in 1977 aan het verzoek: de soortaanduiding lithografica werd op de lijst van te bewaren namen geplaatst.
November 2014 werden de stukken onderzocht in de synchrotron van de European Synchrotron Radiation Facility (ESRF) te Grenoble.

## Ostromiawordt benoemd

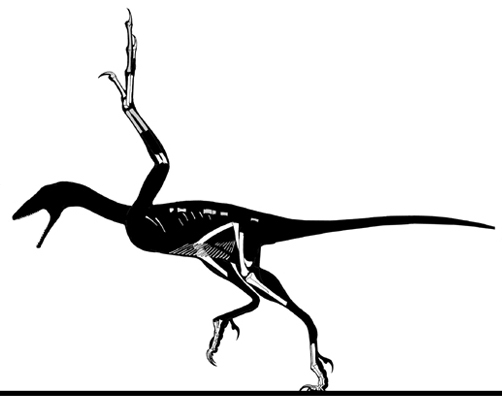
De bewaarde delen van het skelet

Juli 2016 onderzochten Oliver Walter Mischa Rauhut en Christian Foth het exemplaar opnieuw. Ze concludeerden dat het een apart geslacht betrof dat Ostromia noemden naar John Ostrom. De typesoort is Pterodactylus crassipes, de oorspronkelijke naam. De combinatio nova wordt Ostromia crassipes.
TM 6928/TM 6929 is het genoholotype van het geslacht, gevonden in de Solnhofener kalksteen die stamt uit het Tithonien. Het bestaat uit een gedeeltelijk skelet zonder schedel. De beide platen van het fossiel zijn sinds 1970 gezien als het minst omvangrijke fossiel van Archaeopteryx. Vermoedelijk waren ze eerst vrij compleet omdat het skelet nog in verband ligt maar is het grootste deel bij het winnen van de steen verloren gegaan. Wat overblijft, toont van het dier de onderste rechterzijkant, met de knieën naast elkaar opgetrokken en de handen voor de buik geslagen. De enkels en de staart ontbreken; van de romp zijn alleen buikribben, wat wervels en het uiteinde van een schaambeen over. De handklauwen zijn goed geconserveerd met de hoornschachten er nog aan. Bij de handen zijn zeer vage veerresten te zien.

## Onderscheidende kenmerken

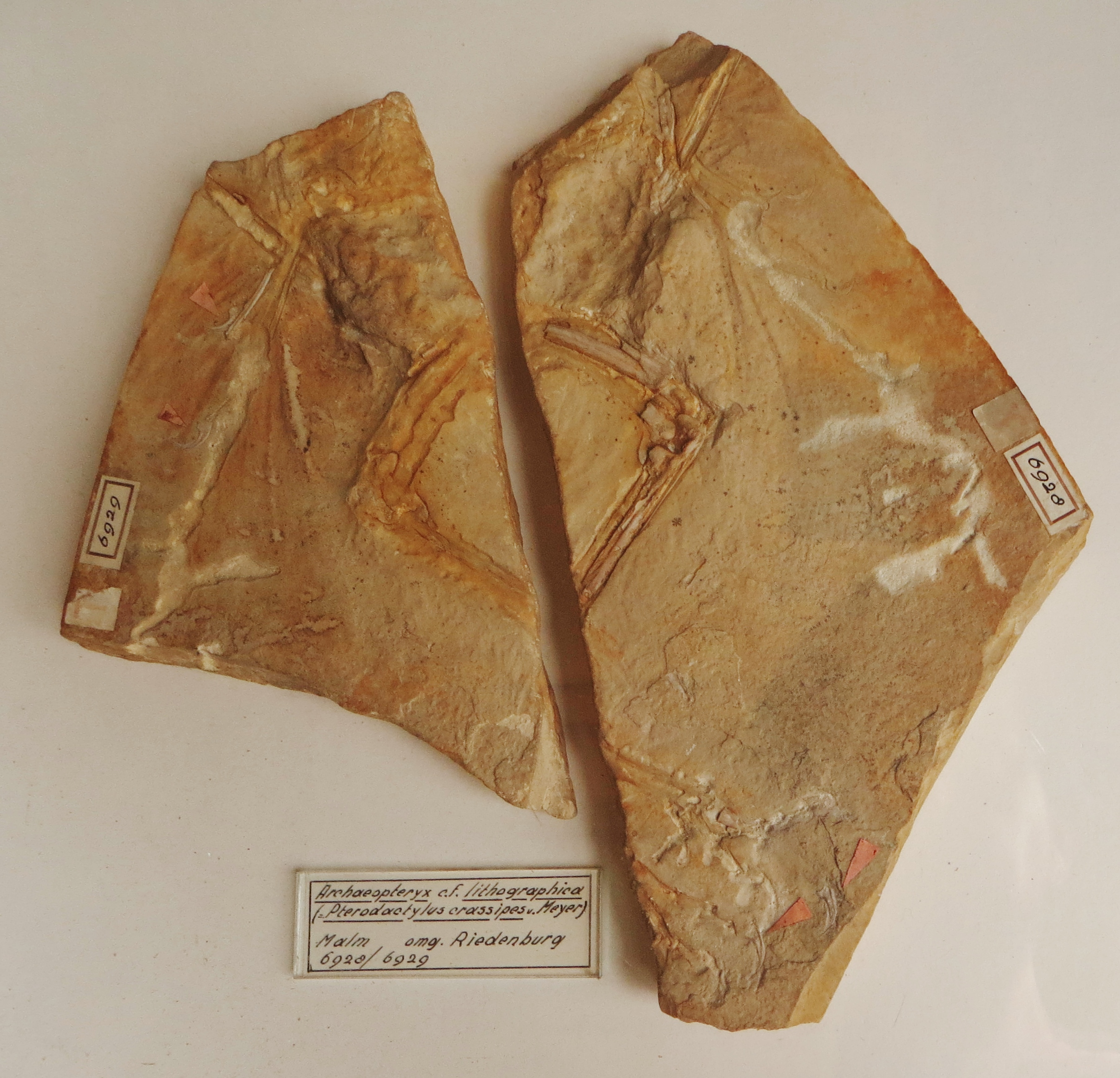
De enkel is niet bewaardgebleven

De naamgevers hadden al voor juli 2016 een afgietsel onderzocht dat bewaard werd bij de Bayerische Staatssamlung für Paläontologie und Geologie. Het viel ze al meteen op dat het fossiel geen unieke kenmerken, autapomorfieën, van Archaeopteryx toont. Dat zei echter niet zoveel omdat de resten zo beperkt zijn en door recente vondsten in China nauwelijks nog onderscheidende kenmerken van de romp van Archaeopteryx over zijn. Het holotype toont ook geen unieke kenmerken als men het als een apart taxon Ostromia beschouwt.
Om toch een zinnige vergelijking mogelijk te maken werden van de nog aanwezige botten de lengten opgemeten zodat men kon nagaan of de proporties statistisch significant afweken. Op twee punten werd een verschil met Archaeopteryx geconstateerd. Om te beginnen bleek de eerste handklauw relatief veel kleiner te zijn. Hierbij was het echter wel de vraag of die überhaupt geïdentificeerd kon worden want de eerste vinger draagt bij het fossiel geen klauw meer. Er lag echter een losgeraakte klauw direct tegen de zijkant ervan aan. De mogelijke tegenwerping dat het ook om een tweede handklauw zou kunnen gaan werd gepareerd met de vaststelling dat bij Archaeopteryx de eerste en tweede klauw niet veel in grootte verschillen. Ook een tweede handklauw had dus niet zo klein mogen zijn. Een tweede verschil was dat het onderbeen veel langer was ten opzichte van de middenvoet als die zich tenminste in hun natuurlijke positie bevinden. Ostrom was dit ook al opgevallen maar deze had dit verklaard door aan te nemen dat de voet losgeraakt en verschoven was. Het fossiel bewaart namelijk niet de enkel zodat het onzeker is hoe de voet met de achterpoot verbonden was. Foth & Rauhut hadden de proporties alleen kunnen bepalen door beide delen door te trekken tot een punt buiten de steenplaat, aannemend dat ze op een complete plaat nog in verband hadden gelegen. Die situatie leek ze a priori waarschijnlijker dan een verschuiving.
De proporties van het onderbeen en van de klauwen onderling vormen slechts een klein deel van de vergelijkbare maten. In andere proporties week het stuk niet significant af. Daarbij lieten Foth & Rauhut na te bepalen in welke mate verwante basale Avialae in het algemeen in proporties van elkaar afweken zodat het onzeker bleef of in dit speciale geval de afwijking een goede aanwijzing gaf dat het om een aparte soort ging. Daarom probeerden ze een afwijkende morfologie van skeletelementen op zich te vinden. Ook daarvan troffen ze twee instanties aan.
De klauwen van dergelijke basale vogels hebben 'bloedgroeven', in de lengterichting lopende groeven op de zijkanten die vermoedelijk dienen voor een betere verankering van de hoornschacht. Omdat de klauwen van dit stuk uitzonderlijk goed bewaard zijn gebleven, tekenen de bloedgroeven zich duidelijk af zodat er geen onzekerheid kan bestaan of ze werkelijk bestaan hebben. Bij de meeste exemplaren van Archaeopteryx namelijk zijn de klauwen door compressie van het fossiel in elkaar geklapt zodat het maar de vraag is of de trog die men ziet een echte groeve is of het gevolg van het instorten van het middenstuk van de klauw. Foth & Rauhut nu namen aan dat bij de exemplaren van Archaeopteryx de groeven niet echt waren en bij Ostromia wel zodat hierin een verschil in bouw was gelegen.
Een tweede geopperde afwijking was de bouw van het schaambeen. Bij het stuk is het schaambeen niet goed bewaard gebleven. Het grootste deel van de schacht is nog slechts als afdruk in de rots over en over die afdruk ligt weer een beschadiging overdwars. Het onderste deel van het schaambeen ligt als sterk gecomprimeerde beenlap op een dijbeen. Onzeker is of deze lap de 'voet' van één of beide schaambeenderen vertegenwoordigt en in welke richting de compressie heeft plaatsgevonden. Foth & Rauhut namen in dit geval aan dat een knik in de schacht authentiek was en die dus afwijkend naar voren bolt. Daarnaast namen ze aan dat het om één 'voet' ging die van bezijden bezien werd. In dat geval is afwijkend dat de 'voet' een rechtere onderrand bezit en meer puntig naar voren lijkt uit te steken in tegenstelling tot het meer soeplepelachtige uiteinde dat exemplaren van Archaeopteryx normaliter tonen.

## Fylogenie
Als het exemplaar van Archaeopteryx is, volgt het natuurlijk de fylogenetische positie van dat taxon. Foth & Rauhut voerden een exacte kladistische analyse uit om de verwantschap van het als aparte taxon beschouwde Ostromia te bepalen. Dat bleek nog niet zo eenvoudig. Door de beperktheid van het fossiel kon het maar op zesenveertig kenmerken gescoord worden wat naar huidige begrippen tamelijk mager is. De resultaten werden ook niet sterk ondersteund wat betekent dat ze niet erg betrouwbaar zijn. De twee kenmerken waarin Ostromia een andere morfologie toont dan Archaeopteryx, de bloedgroeven en het anders gebouwde schaambeen, deelt Ostromia met de Chinese Anchiornis, een soort die soms als een basaal lid van de Troodontidae en soms als een basale vogel beschouwd wordt. Ostromia viel in de analyse uit als een nauwe verwant van Anchiornis met welke samen een aftakking of klade gevormd werd. Bij deze gelegenheid benoemden Foth & Rauhut die als de Anchiornithidae. Ostromia zagen ze als bewijs voor een grote en tot nu toe niet herkende radiatie van zulke basale Avialae.
De slechte ondersteuning van het resultaat betekent ook dat kleine verschillen in de scoring een heel andere uitkomst geven. Het zou maar twee 'stappen', andere scores, vergen om Ostromia een tak te laten vormen met Archaeopteryx. Vergist men zich in de morfologische verschillen van klauwen en schaambeen dan valt het holotype dus bij de andere exemplaren van Archaeopteryx uit waarbij het dan maar de vraag zou zijn of de, toch al niet exact te meten, verschillen in proporties niet als individuele variatie verklaard zouden kunnen worden. Foth & Rauhut erkenden deze problemen maar concludeerden dat er toch sterk bewijs was voor de geldigheid van Ostromia.